# George Bonhag
George Valentine Bonhag (* 31. Januar 1882 in Boston; † 30. Oktober 1960 in New York City) war einer der besten Mittel- und Langstreckenläufer seiner Zeit. Er wurde zum ersten Olympiasieger im Gehen.
Bei den Olympischen Spielen 1904 blieb Bonhag im 800-Meter-Lauf ohne Ergebnis.
Bei den Olympischen Zwischenspielen 1906 wurde Bonhag im Fünf-Meilen-Lauf Vierter. Im 1500-Meter-Lauf belegte er zu seiner großen Enttäuschung nur Platz 6. Daraufhin meldete er sich auch zum 1500-Meter-Gehen an, obwohl er noch nie an Gehwettbewerben teilgenommen hatte. Im 1500-Meter-Gehen gewann er olympisches Gold und war damit der erste Olympiasieger im Gehen überhaupt.
Bei den Olympischen Spielen 1908 gewann er im Mannschaftswettbewerb über Drei Meilen mit John Eisele und Herbert Trube Silber. Im Hindernislauf gab Bonhag auf.
Bei den Olympischen Spielen 1912 wurde Bonhag im 5000-Meter-Lauf Vierter in 15:09,8 Minuten. Im 3000-Meter-Mannschaftslauf gewann Bonhag mit Tell Berna und Norman Taber Gold, während Abel Kiviat und Louis Scott das Ziel nicht erreichten. Silber gewann in diesem Wettbewerb Schweden vor Großbritannien.

## Weblinks

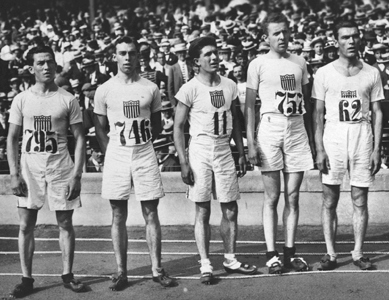
George Bonhag (r.) als Mitglied der siegreichen 3000-Meter-Mannschaft 1912